# Trecerea parohiilor ortodoxe la Biserica Ortodoxă din Ucraina
Trecerea parohiilor ortodoxe la Biserica Ortodoxă din Ucraina este procesul de trecere al parohiilor ortodoxe ucrainene de la Patriarhia Moscovei (BOU PM) la Biserica Ortodoxă din Ucraina (BOU). Acest proces a început cu Consiliul de unificare (al câtorva biserici ortodoxe din Ucraina) din 15 decembrie 2018, care a avut ca rezultat crearea Bisericii Ortodoxe din Ucraina. Între 15 decembrie 2018 și 7 noiembrie 2022, 1153 parohii (sau aproximativ 9,5% din cele 12.092 parohii pe care le avea BOU PM în decembrie 2018) și-au anunțat trecerea de la Patriarhia Moscovei la Biserica Ortodoxă din Ucraina.
În 2022, după începutul invaziei Rusiei în Ucraina încă aproximativ 700 de parohii au trecut de la BOU (PM) la Biserica Ortodoxă din Ucraina. În general, în patru ani de la consiliul de unificare, aproape 1.500 de comunități religioase au aderat la BOU.

## Numărul de treceri parohiale

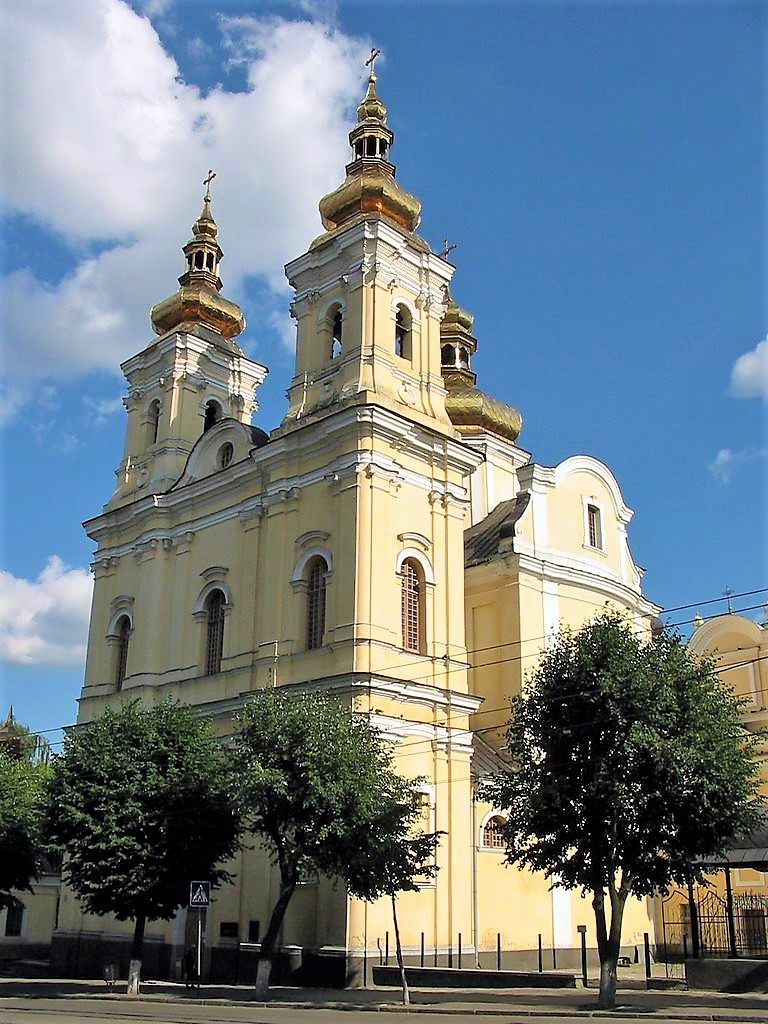
Catedrala Sfânta Schimbarea la Față, construită în 1779 în Vinnîțea, a fost una dintre primele trecute de la BOU (PM) la BOU în decembrie 2018

Au fost două perioade în procesul de trecere a parohiilor:
- De la începutul Războiul ruso-ucrainean (2014) până la Consiliul de Unificare (2018) au avut loc treceri de la BOU PM la Biserica Ortodoxă Ucraineană – Patriarhia Kievului (BOU PK).
- De la Consiliul de Unificare până în prezent, au existat treceri atât de la BOU PM, cât și de la BOU PK la BOU.[5][6][7]

Înainte de Consiliul de Unire, 62 de parohii au trecut de la PM BOU la BOU PK. Pe an: 23 în 2014; 22 în 2015; 5 în 2016, 10 în 2017; 2 în 2018. La 10 decembrie 2018 BOU PM și-a publicat raportul anual în care afirma că avea 12.092 de parohii până la sfârșitul anului 2018 (2017: 12.069). Din 15 decembrie 2018, trecerea parohiilor de la BOU PM la BOU s-a produs după cum urmează:
| No. | Lună            | Numărul de parohii care a părăsit BOU (PM) | Numărul de parohii care a părăsit BOU (PM) |
| No. | Lună            | In luna                                    | Cumulativ                                  |
| --- | --------------- | ------------------------------------------ | ------------------------------------------ |
| 1   | decembrie 2018  | 35                                         | 35                                         |
| 2   | ianuarie 2019   | 152                                        | 187                                        |
| 3   | februarie 2019  | 234                                        | 421                                        |
| 4   | Martie 2019     | 93                                         | 514                                        |
| 5   | Aprilie 2019    | 14                                         | 528                                        |
| 6   | Mai 2019        | 1                                          | 529                                        |
| 7   | iunie 2019      | 7                                          | 536                                        |
| 8   | iulie 2019      | 1                                          | 537                                        |
| 9   | August 2019     | 3                                          | 540                                        |
| 10  | Septembrie 2019 | 4                                          | 544                                        |
| 11  | noiembrie 2019  | 1                                          | 545                                        |
| 12  | decembrie 2019  | 2                                          | 547                                        |
| 13  | ianuarie 2020   | 1                                          | 548                                        |
| 14  | februarie 2020  | 1                                          | 549                                        |
| 15  | iulie 2020      | 1                                          | 550                                        |
| 16  | August 2020     | 1                                          | 551                                        |
| 17  | octombrie 2020  | 1                                          | 552                                        |
| 18  | februarie 2021  | 1                                          | 553                                        |
| 19  | Martie 2021     | 5                                          | 558                                        |
| 20  | Mai 2021        | 2                                          | 560                                        |
| 21  | octombrie 2021  | 3                                          | 563                                        |
| 22  | februarie 2022  | 1                                          | 564                                        |
| 23  | Martie 2022     | 54                                         | 618                                        |
| 24  | Aprilie 2022    | 104                                        | 722                                        |
| 25  | Mai 2022        | 229                                        | 951                                        |
| 26  | iunie 2022      | 104                                        | 1055                                       |
| 27  | iulie 2022      | 54                                         | 1109                                       |
| 28  | August 2022     | 30                                         | 1139                                       |
| 29  | Septembrie 2022 | 12                                         | 1151                                       |
| 30  | octombrie 2022  | 2                                          | 1153                                       |
| 31  | noiembrie 2022  | 17                                         | 1170                                       |
| 32  | decembrie 2022  | 12                                         | 1182                                       |
| 33  | ianuarie 2023   | 16                                         | 1198                                       |
| 34  | februarie 2023  | 31                                         | 1254                                       |
| 35  | martie 2023     | 26                                         | 1280                                       |
| 36  | aprilie 2023    | 95                                         | 1375                                       |
| 37  | mai 2023        | 78                                         | 1453                                       |
| 38  | iunie 2023      | 52                                         | 1505                                       |
| 39  | iulie 2023      | 27                                         | 1532                                       |
| 40  | august 2023     | 33                                         | 1565                                       |
| 41  | septembrie 2023 | 16                                         | 1581                                       |
| 42  | octombrie 2023  | 32                                         | 1613                                       |
| 43  | noiembrie 2023  | 30                                         | 1643                                       |
| 44  | decembrie 2023  | 15                                         | 1658                                       |
| 45  | ianuarie 2024   | 16                                         | 1674                                       |
| 46  | februarie 2024  | 32                                         | 1706                                       |
| 47  | martie 2024     | 22                                         | 1728                                       |
| 48  | aprilie 2024    | 20                                         | 1748                                       |
| 49  | mai 2024        | 14                                         | 1761                                       |
| 50  | iunie 2024      | 10                                         | 1771                                       |
| 51  | iulie 2024      | 10                                         | 1781                                       |
| 52  | august 2024     | 12                                         | 1793                                       |
| 53  | septembrie 2024 | 13                                         | 1806                                       |
| 54  | octombrie 2024  | 11                                         | 1817                                       |
| 55  | noiembrie 2024  | 8                                          | 1825                                       |
| 56  | decembrie 2024  | 4                                          | 1829                                       |
| 57  | ianuarie 2025   | 11                                         | 1840                                       |
| 58  | februarie 2025  | 15                                         | 1855                                       |

## Linkuri externe
- Harta tranzițiilor către BOU cu BOU PM (moderată de RISU)
- Harta tranzițiilor parohiei BOR la BOU (activiști)
- Hartă tranzițiile către BOU (TSN)
- „Trecerea parohiei de la BOR la BOU”. Google My Maps. Accesat în 16 iunie 2020.